# 佩尔尼斯

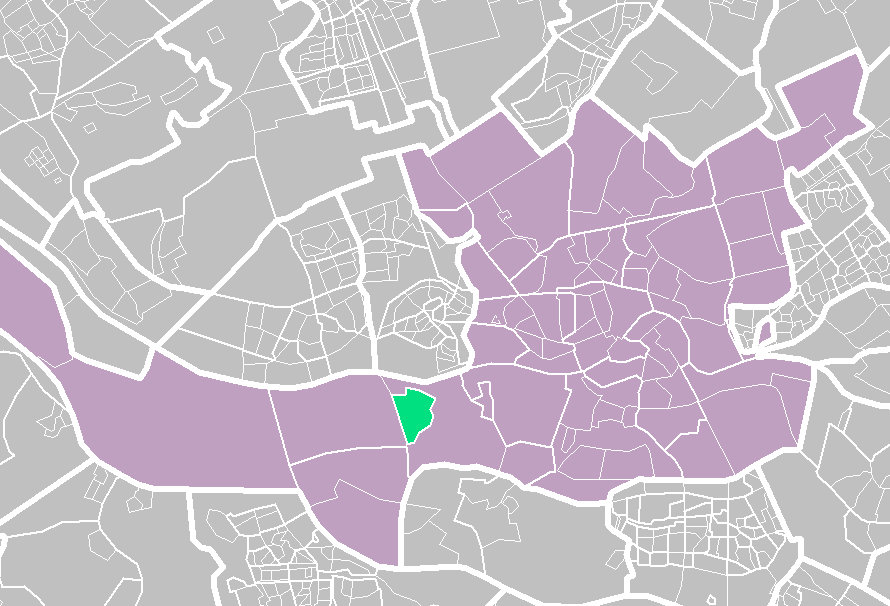
佩尔尼斯（绿色）在鹿特丹（紫色）的位置

佩尔尼斯（荷蘭語：Pernis，發音：[ˈpɛrnɪs]）是荷兰南荷蘭省鹿特丹的分区，面积1.62平方千米，2023年人口4940。
佩尔尼斯曾是一个独立的市镇。1934年，佩尔尼斯并入鹿特丹。